# Списък с филмите на „Парамаунт Пикчърс“ (2000 – 2009)
Следва списък с филмите, които са оригинално продуцирани и/или разпространени театрално от Парамаунт Пикчърс и пуснати през 2000-те години.
| Премиера             | Заглавие                                        | Оригинално заглавие                                | Бележки |
| -------------------- | ----------------------------------------------- | -------------------------------------------------- | --- |
| 11 февруари 2000 г.  | Снежен ден                                      | Snow Day                                           | копродукция с Nickelodeon Movies и C.O.R.E. Digital Pictures |
| 23 февруари 2000 г.  | Момчета-чудо                                    | Wonder Boys                                        | единствено разпространение в Северна Америка и Великобритания, копродукция с Warner Bros. Pictures, Mutual Film Company, Curtis Hanson Productions, Scott Rudin Productions and Tele Munchen Gruppe        |
| 3 март 2000 г.       | Почти идеално                                   | The Next Best Thing                                | единствено разпространение в САЩ, копродукция с Touchstone Pictures и Lakeshore Entertainment |
| 7 април 2000 г.      | Извънредни директиви                            | Rules of Engagement                                | копродукция с Seven Arts Pictures и Scott Rudin Productions |
| 24 май 2000 г.       | Мисията невъзможна 2                            | Mission: Impossible 2                              | копродукция с Cruise/Wagner Productions |
| 16 юни 2000 г.       | Шафт                                            | Shaft                                              | копродукция с Scott/Rudin Productions |
| 11 август 2000 г.    | Благослови детето                               | Bless the Child                                    | копродукция с „Айкън Пръдъкшънс“ и Mace Neufeld Productions |
| 18 август 2000 г.    | Оригиналните царе на комедията                  | The Original Kings of Comedy                       | копродукция с MTV Films и Latham Entertainment Group |
| 13 октомври 2000 г.  | Мъж на всички жени                              | The Ladies Man                                     | копродукция с SNL Studios |
| 27 октомври 2000 г.  | Печелившите числа                               | Lucky Numbers                                      | копродукция с StudioCanal, Mad Chance Productions и Alphaville |
| 17 ноември 2000 г.   | Дребосъчетата в Париж                           | Rugrats in Paris: The Movie                        | копродукция с Nickelodeon Movies и Klasky Csupo |
| 15 декември 2000 г.  | Какво искат жените                              | What Women Want                                    | единствено разпространение в САЩ, копродукция с „Айкън Пръдъкшънс“ |
| 12 януари 2001 г.    | Запази последния танц                           | Save the Last Dance                                | копродукция с MTV Films |
| 16 февруари 2001 г.  | Обратно на земята                               | Down to Earth                                      | копродукция с Village Roadshow Pictures и Alphaville Films |
| 16 март 2001 г.      | Враг пред портата                               | Enemy of the Gates                                 | копродукция с Mandalay Pictures |
| 6 април 2001 г.      | Завръщането на паяка                            | Along Came a Spider                                | |
| 20 април 2001 г.     | Дънди Крокодила в Лос Анджелис                  | Crocodile Dundee in Los Angeles                    | единствено северноамериканско разпространение, копродукция с Silver Lion Pictures |
| 15 юни 2001 г.       | Лара Крофт: Томб Рейдър                         | Lara Croft: Tomb Raider                            | копродукция с Mutual Film Company, Tele Munchen Gruppe, BBC Films и Lawrence Gordon Productions |
| 29 юни 2001 г.       | Готиният Танг                                   | Pootie Tang                                        | копродукция с MTV Films и Castle Rock Entertainment |
| 13 юли 2001 г.       | Прецакването                                    | The Score                                          | копродукция с Mandalay Pictures |
| 17 август 2001 г.    | Луда надпревара                                 | Rat Race                                           | единствено разпространение в САЩ, копродукция с Fireworks Pictures, Zucker Productions и Alphaville Films                                                                                                  |
| 14 септември 2001 г. | Твърда игра                                     | Hardball                                           | копродукция с Fireworks Pictures, Nides/McCormick и Tollin/Robbins Productions |
| 28 септември 2001 г. | Зулендър                                        | Zoolander                                          | разпространен с Village Roadshow Pictures, VH1 и NPV Entertainment |
| 2 ноември 2001 г.    | Семеен сблъсък                                  | Domestic Disturbance                               | |
| 14 декември 2001 г.  | Ванила Скай                                     | Vanilla Sky                                        | копродукция с Cruise/Wagner Productions, Vinyl Films, Summit Entertainment и Artisan Entertainment |
| 21 декември 2001 г.  | Джими Неутрон: Момчето гений                    | Jimmy Neutron: Boy Genius                          | номинация „Оскар“ за най-добър пълнометражен анимационен филм копродукция с Nickelodeon Movies и O Entertainment                                                                                           |
| 11 януари 2002 г.    | Град Ориндж                                     | Orange County                                      | копродукция с MTV Films и Scott Rudin Productions |
| 15 февруари 2002 г.  | Кръстопът                                       | Crossroads                                         | единствено разпространение в САЩ, копродукция с Summit Entertainment, MTV Films и Zomba Pictures |
| 1 март 2002 г.       | Бяхме войници                                   | We Were Soldiers                                   | единствено разпространение в САЩ, копродукция с „Айкън Пръдъкшънс“ |
| 29 март 2002 г.      | Да спреш времето                                | Clockstoppers                                      | копродукция с Nickelodeon Movies и Valhalla Motion Pictures |
| 5 април 2002 г.      | Бегълци с късмет                                | Lucky Break                                        | единствено разпространение в САЩ, копродукция с Miramax Films, Fragile Films и FilmFour Productions |
| 12 април 2002 г.     | Смяна на платната                               | Changing Lanes                                     | копродукция с Scott Rudin Productions |
| 31 май 2002 г.       | Всички страхове                                 | The Sun of All Fears                               | копродукция с Mace Neufeld Productions |
| 28 юни 2002 г.       | Хей, Арнолд!: Филмът                            | Hey Arnold!: The Movie                             | копродукция с Nickelodeon Movies и Snee-Oosh, Inc. |
| 19 юли 2002 г.       | К-19                                            | K-19: The Widowmaker                               | копродукция с Intermedia Films, National Geographic Society, First Light Production, Palomar Pictures и IMF Productions                                                                                    |
| 2 август 2002 г.     | Мартин Лорънс на живо                           | Martin Lawrence Live: Runteldat                    | копродукция с MTV Films и Runteldat Entertainment |
| 23 август 2002 г.    | Призовка за Сара                                | Serving Sara                                       | копродукция с Mandalay Pictures |
| 20 септември 2002 г. | Четирите пера                                   | The Four Feathers                                  | единствено разпространение в САЩ, копродукция с Miramax |
| 18 октомври 2002 г.  | Увлечение                                       | Abandon                                            | единствено разпространение в САЩ, копродукция с Scott Rudin Entertainment |
| 25 октомври 2002 г.  | Jackass: Кретените                              | Jackass: The Movie                                 | копродукция с MTV Films и Dickhouse Productions |
| 27 ноември 2002 г.   | Екстремисти                                     | Extreme Ops                                        | единствено разпространение в САЩ, копродукция с Cruise/Wagner Productions |
| 13 декември 2002 г.  | Стар Трек: Възмездието                          | Star Trek: Nemesis                                 | |
| 20 декември 2002 г.  | Отдел „Наркотици“                               | Narc                                               | единствено разпространение в САЩ, копродукция с Lionsgate Films, Cruise/Wagner Productions и Splendid Pictures                                                                                             |
| 20 декември 2002 г.  | Бодилчетата                                     | The Wild Thornberrys Movie                         | копродукция с Nickelodeon Movies и Klasky Csupo |
| 27 декември 2002 г.  | Часовете                                        | The Hours                                          | Номинация „Оскар“ за най-добър филм копродукция с Miramax Films, Robert Fox Productions и Scott Rudin Productions                                                                                          |
| 7 февруари 2003 г.   | Как да разкараш гаджето си за 10 дни            | How to Lose a Guy in 10 Days                       | копродукция с Evans/Peters/Obst Productions |
| 14 март 2003 г.      | Преследваният                                   | The Hunted                                         | копродукция с Alphaville Films и Lakeshore Entertainment |
| 28 март 2003 г.      | Ядрото                                          | The Core                                           | копродукция с Foster/Layne/Bailey Productions |
| 11 април 2003 г.     | По-добър късмет утре                            | Better Luck Tomorrow                               | копродукция с MTV Films |
| 30 май 2003 г.       | Италианска афера                                | The Italian Job                                    | копродукция с De Line Pictures |
| 13 юни 2003 г.       | Дребосъчетата се развихрят                      | Rugrats Go Wild                                    | копродукция с Nickelodeon Movies и Klasky Csupo |
| 25 юли 2003 г.       | Лара Крофт Томб Рейдър: Люлката на живота       | Lara Croft: Tomb Raider – The Cradle of Life       | копродукция с Mutual Film Company, BBC Films, Tele Munchen Gruppe, Toho и Lawrence Gordon Productions |
| 22 август 2003 г.    | Марси Икс                                       | Marci X                                            | копродукция с Scott Free Productions |
| 5 септември 2003 г.  | Дики Робъртс: Бившата звезда                    | Dickie Roberts: Former Child Star                  | копродукция с Happy Madison Productions |
| 19 септември 2003 г. | Борба за наследство                             | The Fighting Temptations                           | копродукция с MTV Films и Handprint Films |
| 3 октомври 2003 г.   | Училище за рок                                  | School of Rock                                     | копродукция с Scott Rudin Productions и Black & White Productions |
| 24 октомври 2003 г.  | Отвъд граници                                   | Beyond Borders                                     | единствено разпространение в САЩ, Германия и Нидерландия копродукция с Mandalay Pictures |
| 14 ноември 2003 г.   | Тупак: Възкресение                              | Tupac: Resurrection                                | копродукция с MTV Films и Amaru Entertainment |
| 26 ноември 2003 г.   | Фатален срок                                    | Timeline                                           | единствено разпространение в САЩ, копродукция с Cobalt Media Group, Mutual Film Company и The Donners' Company                                                                                             |
| 25 декември 2003 г.  | Заплащането                                     | Paycheck                                           | единствено разпространение в САЩ, копродукция с DreamWorks Pictures, Davis Entertainment, Lion Rock Productions и Solomon/Hackett Productions                                                              |
| 30 януари 2004 г.    | Идеалният резултат                              | The Perfect Score                                  | копродукция с MTV Films |
| 20 февруари 2004 г.  | На ринга                                        | Against the Ropes                                  | копродукция с Cort/Madden Productions |
| 27 февруари 2004 г.  | Измама                                          | Twisted                                            | копродукция с Kopelson Entertainment |
| 2 април 2004 г.      | Принцът и аз                                    | The Prince & Me                                    | единствено разпространение в САЩ, копродукция с Lionsgate Films, Sobini Films, Epsilon Motion Pictures и Stillking Films                                                                                   |
| 30 април 2004 г.     | Гадни момичета                                  | Mean Girls                                         | |
| 11 юни 2004 г.       | Степфордски съпруги                             | The Stepford Wives                                 | единствено разпространение в САЩ, копродукция с DreamWorks Pictures, Scott Rudin Productions и De Line Pictures                                                                                            |
| 30 юли 2004 г.       | Манджурският кандидат                           | The Manchurian Candidate                           | копродукция с Scott Rudin Productions |
| 6 август 2004 г.     | Съучастникът                                    | Collateral                                         | единствено международно разпространение, копродукция с DreamWorks Pictures, Parkes/MacDonald Productions, Darabont/Fried/Russell Productions и Cruise/Wagner Productions                                   |
| 20 август 2004 г.    | Без гребло                                      | Without a Paddle                                   | копродукция с De Line Pictures |
| 27 август 2004 г.    | Наполеон Динамит                                | Napoleon Dynamite                                  | единствено международно разпространение, копродукция с Fox Searchlight Pictures и MTV Films, северноамериканските права за разпространение са поддържани от Fox Searchlight Pictures чрез 20th Century Fox |
| 27 август 2004 г.    | Без заподозрени                                 | Suspect Zero                                       | единствено разпространение в САЩ и Канада, копродукция с Intermedia Films, Lakeshore Entertainment и Cruise/Wagner Productions; Columbia Pictures поддържа международните права за разпространение         |
| 17 септември 2004 г. | Небесният капитан и светът на утрешния ден      | Sky Captain and the World of Tomorrow              | копродукция с Filmauro, Brooklyn Films II и Riff Raff Blue Flower |
| 15 октомври 2004 г.  | Екип Америка: Световна полиция                  | Team America: World Police                         | копродукция с Scott Rudin Productions и Comedy Central |
| 5 ноември 2004 г.    | Алфи                                            | Alfie                                              | копродукция с Plan B Entertainment и Patalex Productions |
| 19 ноември 2004 г.   | Спондж Боб Квадратни гащи: Филмът               | The SpongeBob Squarepants Movie                    | копродукция с Nickelodeon Movies и United Plankton Pictures |
| 17 декември 2004 г.  | Лемъни Сникет: Поредица от злополучия           | Lemony Snicket's A Series of Unfortunate Events    | единствено разпространение в САЩ, копродукция с DreamWorks Pictures, Nickelodeon Movies и Parkes/MacDonald Productions                                                                                     |
| 14 януари 2005 г.    | Треньорът Картър                                | Coach Carter                                       | копродукция с MTV Films и Tollin/Robbins |
| 8 април 2005 г.      | Сахара                                          | Sahara                                             | единствено разпространение в английските пазари, копродукция с Summit Entertainment, Bristol Bay Productions, Baldwin Entertainment Group и Kanzaman Productions                                           |
| 27 май 2005 г.       | Свободна игра                                   | The Longest Yard                                   | единствено разпространение в САЩ, копродукция с Columbia Pictures, MTV Films и Happy Madison Productions                                                                                                   |
| 10 юни 2005 г.       | Младоженците                                    | The Honeymooners                                   | копродукция с Deep River Productions |
| 29 юни 2005 г.       | Война на световете                              | War of the Worlds                                  | копродукция с DreamWorks Pictures, Cruise/Wagner Productions и Amblin Entertainment |
| 22 юли 2005 г.       | Отбор за милиони                                | Bad News Bears                                     | копродукция с Plan B Entertainment, Media Talent Group, Detour Film Production |
| 12 август 2005 г.    | Четирима братя                                  | Four Brothers                                      | копродукция с Di Bonaventura Pictures |
| 14 октомври 2005 г.  | Елизабеттаун                                    | Elizabethtown                                      | копродукция с Cruise/Wagner Productions и Vinyl Films |
| 28 октомври 2005 г.  | Синоптикът                                      | The Weather Man                                    | копродукция с Escape Artists и Blind Wink |
| 9 ноември 2005 г.    | Богат или мъртъв                                | Get Rich or Die Tryin'                             | копродукция с Interscope/Shady/Aftermath Films и MTV Films |
| 23 ноември 2005 г.   | Твоите, моите и нашите                          | Yours, Mine & Ours                                 | единствено разпространение в САЩ, копродукция с Metro-Goldwyn-Mayer Pictures, Columbia Pictures, Nickelodeon Movies и Robert Simonds Productions                                                           |
| 2 декември 2005 г.   | Аеон Флукс                                      | Aeon Flux                                          | копродукция с MTV Films, Lakeshore Entertainment, Babelsberg Studio и Valhalla Motion Pictures |
| 13 януари 2006 г.    | Последна ваканция                               | Last Holiday                                       | копродукция с ImageMovers и Lawrence Mark Productions |
| 10 март 2006 г.      | Фалстарт                                        | Failure to Launch                                  | копродукция с Scott Rudin Productions |
| 17 март 2006 г.      | Тя е пич                                        | She's The Man                                      | копродукция с DreamWorks Pictures, Lakeshore Entertainment и The Donners' Company |
| 5 май 2006 г.        | Мисията невъзможна 3                            | Mission: Impossible III                            | копродукция с K/O Paper Products и Cruise/Wagner Productions |
| 19 май 2006 г.       | През плета                                      | Over the Hedge                                     | единствено разпространение, продуциран от DreamWorks Animation |
| 16 юни 2006 г.       | Начо Либре                                      | Nacho Libre                                        | копродукция с Nickelodeon Movies, Black & White Productions и HH Films |
| 4 август 2006 г.     | Бернард                                         | Barnyard                                           | копродукция с Nickelodeon Movies и O Entertainment |
| 9 август 2006 г.     | Световният търговски център                     | World Trade Center                                 | копродукция с Double Feature Films |
| 15 септември 2006 г. | Последната целувка                              | The Last Kiss                                      | копродукция с DreamWorks Pictures и Lakeshore Entertainment |
| 22 септември 2006 г. | Jackass: Кретените 2                            | Jackass Number Two                                 | копродукция с MTV Films, Dickhouse Productions и Lynch Siderow Productions |
| 20 октомври 2006 г.  | Знамената на бащите ни                          | Flags of Our Fathers                               | единствено разпространение в САЩ и Бахамите, копродукция с DreamWorks Pictures, Amblin Entertainment и Malpaso Productions, международното разпространение се поддържа от Warner Bros. Pictures.           |
| 27 октомври 2006 г.  | Вавилон                                         | Babel                                              | номинация „Оскар“ за най-добър филм единствено разпространение в САЩ копродукция с Paramount Vantage, Summit Entertainment, Anonymous Content, Zeta Film и Central Films                                   |
| 3 ноември 2006 г.    | Отнесени                                        | Flushed Away                                       | единствено разпространение, продуциран от DreamWorks Animation и Aardman Animations |
| 15 декември 2006 г.  | Паяжината на Шарлот                             | Charlotte's Web                                    | копродукция с Walden Media, Nickelodeon Movies и The Kerner Entertainment Company |
| 15 декември 2006 г.  | Мечтателки                                      | Dreamgirls                                         | копродукция с DreamWorks Pictures |
| 20 декември 2006 г.  | Писма от Иво Джима                              | Letters from Iwo Jima                              | единствено международно разпространение, копродукция с DreamWorks Pictures, Warner Bros. Pictures, Malpaso Productions и Amblin Entertainment                                                              |
| 27 декември 2006 г.  | Парфюмът: Историята на един убиец               | Perfume: The Story of a Murderer                   | копродукция с DreamWorks Pictures, Summit Entertainment, Constantin Film, Bernd Eichinger и Davis Films |
| 5 януари 2007 г.     | Гласове на свободата                            | Freedom Writers                                    | копродукция с MTV Films, Double Features Films и Jersey Films |
| 9 февруари 2007 г.   | Норбит                                          | Norbit                                             | единствено разпространение, продуциран от DreamWorks Pictures и Davis Entertainment |
| 23 февруари 2007 г.  | Рино 911: Маями                                 | Reno 911!: Miami                                   | единствено международно разпространение, копродукция с 20th Century Fox, Jersey Films, Double Feature Films, Comedy Central Films, High Sierra Carpeting и Principato-Young Entertainment                  |
| 2 март 2007 г.       | Зодиак                                          | Zodiac                                             | северноамериканско единствено разпространение, копродукция с Warner Bros. Pictures и Phoenix Pictures |
| 23 март 2007 г.      | Снайперист                                      | Shooter                                            | копродукция с di Bonaventura Pictures |
| 30 март 2007 г.      | Кънки с тъп връх                                | Blades of Glory                                    | единствено разпространение, продуциран от DreamWorks Pictures, MTV Films, Red Hour Productions и Smart Entertainment                                                                                       |
| 13 април 2007 г.     | Дистърбия                                       | Disturbia                                          | единствено разпространение, продуциран от DreamWorks Pictures, Cold Spring Pictures и The Montecito Picture Company                                                                                        |
| 27 април 2007 г.     | Следващ                                         | Next                                               | единствено разпространение в САЩ, копродукция с Revolution Studios, Initial Entertainment Group, Saturn Films, Virtual Studios и Broken Road Productions                                                   |
| 18 май 2007 г.       | Шрек Трети                                      | Shrek the Third                                    | единствено разпространение, продуциран от DreamWorks Animation и Pacific Data Images |
| 3 юли 2007 г.        | Трансформърс                                    | Transformers                                       | международен разпространител, копродукция с DreamWorks Pictures, di Bonaventura Pictures и Hasbro Studios                                                                                                  |
| 3 август 2007 г.     | Луда глава                                      | Hot Rod                                            | копродукция с Michaels/Goldwyn Films |
| 10 август 2007 г.    | Звезден прах                                    | Stardust                                           | копродукция с Marv Films, Ingenious Film Partners и Di Bonaventura Pictures |
| 5 октомври 2007 г.   | Хем боли, хем сърби                             | The Heartbreak Kid                                 | единствено разпространение, продуциран от DreamWorks Pictures, Radar Pictures, Davis Entertainment Company и Conundrum                                                                                     |
| 19 октомври 2007 г.  | Нещата, които изгубихме в огъня                 | Things We Lost in the Fire                         | единствено разпространение, продуциран от DreamWorks Pictures |
| 2 ноември 2007 г.    | История с пчели                                 | Bee Movie                                          | единствено разпространение, продуциран от DreamWorks Animation и Columbus 81 Productions |
| 9 ноември 2007 г.    | Няма място за старите кучета                    | No Country for Old Men                             | единствено международно разпространение, копродукция с Miramax Films и Paramount Vantage |
| 16 ноември 2007 г.   | Беулф                                           | Beowulf                                            | единствено разпространение в САЩ, копродукция с Warner Bros. Pictures, Shangri-La Entertainment и ImageMovers                                                                                              |
| 14 декември 2007 г.  | Ловецът на хвърчила                             | The Kite Runner                                    | единствено разпространение, продуциран от DreamWorks Pictures, Paramount Classics, Sidney Kimmel Entertainment и Participant Productions                                                                   |
| 21 декември 2007 г.  | Суини Тод: Бръснарят демон от Флийт Стрийт      | Sweeney Todd: The Demon Barber of Fleet Street     | копродукция с Warner Bros. Pictures, DreamWorks Pictures, Parkes/MacDonald Productions и The Zanuck Company                                                                                                |
| 26 декември 2007 г.  | Ще се лее кръв                                  | There Will Be Blood                                | единствено разпространение в САЩ, копродукция с Paramount Vantage и Miramax Films |
| 18 януари 2008 г.    | Чудовищно                                       | Cloverfield                                        | копродукция с Bad Robot Productions |
| 1 февруари 2008 г.   | Непозната дива природа                          | Strange Wilderness                                 | копродукция с Level 1 Entertainment и Happy Madison Productions |
| 14 февруари 2008 г.  | Хрониките на Спайдъруик                         | The Spiderwick Chronicles                          | копродукция с Nickelodeon Movies, The Kennedy/Marshall Company и Atmosphere Pictures |
| 21 март 2008 г.      | Дрилбит Тейлър                                  | Drillbit Taylor                                    | копродукция с The Apatow Company |
| 28 март 2008 г.      | Невъзможно завръщане                            | Stop-Loss                                          | копродукция с MTV Films и Scott Rudin Productions |
| 4 април 2008 г.      | Руините                                         | The Ruins                                          | единствено разпространение, продуциран от DreamWorks Pictures, Spyglass Entertainment и Red Hour Productions                                                                                               |
| 2 май 2008 г.        | Железният човек                                 | Iron Man                                           | единствено разпространение, продуциран от Marvel Studios и Fairview Entertainment |
| 22 май 2008 г.       | Индиана Джоунс и кралството на кристалния череп | Indiana Jones and the Kingdom of the Crystal Skull | единствено разпространение, продуциран от Lucasfilm |
| 6 юни 2008 г.        | Кунг-фу панда                                   | Kung Fu Panda                                      | номинация „Оскар“ за най-добър пълнометражен анимационен филм единствено разпространение, продуциран от DreamWorks Animation                                                                               |
| 20 юни 2008 г.       | Любовен гуру                                    | The Love Guru                                      | копродукция с Spyglass Entertainment, No Money Fun Films и Michael DeLuca Productions |
| 25 юли 2008 г.       | Уроци по целуване                               | Angus, Thongs and Perfect Snogging                 | английски филм, копродукция с Nickelodeon Movies |
| 13 август 2008 г.    | Тропическа буря                                 | Tropic Thunder                                     | единствено разпространение, продуциран от DreamWorks Pictures, Red Hour Productions и Goldcrest Pictures Limited                                                                                           |
| 19 септември 2008 г. | Градът на духовете                              | Ghost Town                                         | единствено разпространение, продуциран от DreamWorks Pictures, Spyglass Entertainment и Pariah |
| 26 септември 2008 г. | Орлово око                                      | Eagle Eye                                          | единствено разпространение, продуциран от DreamWorks Pictures и K/O Paper Products |
| 7 ноември 2008 г.    | Мадагаскар 2                                    | Madagascar: Escape 2 Africa                        | единствено разпространение, продуциран от DreamWorks Animation и Pacific Data Images |
| 25 декември 2008 г.  | Странният случай с Бенджамин Бътън              | The Curious Case of Benjamin Button                | номинация „Оскар“ за най-добър филм единствено разпространение в Северна Америка копродукция с Warner Bros. Pictures и The Kennedy/Marshall Company                                                        |
| 26 декември 2008 г.  | Пътят на промените                              | Revolutionary Road                                 | единствено разпространение, продуциран от DreamWorks Pictures, Paramount Vantage, BBC Films, Scott Rudin Productions, Evamere Entertainment и Neal Street Productions                                      |
| 16 януари 2009 г.    | Хотел за кучета                                 | Hotel for Dogs                                     | единствено разпространение, продуциран от DreamWorks Pictures, Nickelodeon Movies, Cold Spring Pictures, The Montecito Picture Company, The Donners' Company и MavroCine Pictures GmbH & Co. KG            |
| 30 януари 2009 г.    | Неканените                                      | The Uninvited                                      | единствено разпространение, продуциран от DreamWorks Pictures, Cold Spring Pictures, Parkes/MacDonald Productions, The Montecito Picture Company и Vertigo Entertainment                                   |
| 13 февруари 2009 г.  | Петък 13-и                                      | Friday the 13th                                    | единствено международно разпространение, копродукция с Warner Bros. Pictures, New Line Cinema, Crystal Lake Entertainment и Platinum Dunes                                                                 |
| 6 март 2009 г.       | Пазителите                                      | The Watchmen                                       | единствено международно разпространение, копродукция с Warner Bros. Pictures, Legendary Pictures, DC Comics и Lawrence Gordon Productions                                                                  |
| 20 март 2009 г.      | Обичам те, човече                               | I Love You, Man                                    | единствено разпространение, продуциран от DreamWorks Pictures, De Line Pictures, Bernard Gayle Productions и The Montecito Picture Company                                                                 |
| 27 март 2009 г.      | Чудовища срещу извънземни                       | Monsters vs. Aliens                                | единствено разпространение, продуциран от DreamWorks Animation |
| 24 април 2009 г.     | Солистът                                        | The Soloist                                        | копродукция с Universal Pictures, DreamWorks Pictures, StudioCanal, Participant Media и Working Title Films                                                                                                |
| 8 май 2009 г.        | Стар Трек                                       | Star Trek                                          | копродукция с Bad Robot Productions и Spyglass Entertainment |
| 22 май 2009 г.       | Танци-манци                                     | Dance Flick                                        | копродукция с MTV Films и The Wayans Brothers |
| 12 юни 2009 г.       | Представи си това                               | Imagine That                                       | копродукция с Nickelodeon Movies и Di Bonaventura Pictures |
| 24 юни 2009 г.       | Трансформърс: Отмъщението                       | Transformers: Revenge of the Fallen                | международен разпространител, копродуциран с DreamWorks Pictures, di Bonaventura Pictures и Hasbro Studios                                                                                                 |
| 7 август 2009 г.     | G.I. Joe: Изгревът на Кобра                     | G.I. Joe: The Rise of Cobra                        | копродукция с Di Bonaventura Pictures, Spyglass Entertainment и Hasbro Studios |
| 25 септември 2009 г. | Паранормална активност                          | Paranormal Activity                                | единствено разпространение в САЩ, копродукция с Blumhouse Productions, Solana Films и Room 101, Inc. |
| 4 декември 2009 г.   | Високо в небето                                 | Up in the Air                                      | номинация „Оскар“ за най-добър филм копродукция с The Montecito Picture Company, DW Studios, Rickshaw Productions, Right of Way Films и Cold Spring Pictures                                               |
| 11 декември 2009 г.  | Очи от рая                                      | The Lovely Bones                                   | копродукция с DreamWorks Pictures, Film4 Productions и WingNut Films |